# Caldas de Reis (Gerichtsbezirk)
Der Gerichtsbezirk Caldas de Reis ist einer der 13 Gerichtsbezirke in der Provinz Pontevedra.
Der Bezirk umfasst 8 Gemeinden auf einer Fläche von 360,74 km² mit dem Hauptquartier in Caldas de Reis.

## Gemeinden
| Gemeinde                      | Einwohner (2024) | Fläche km² | Dichte Einw./km² | Cod INE | Postleitzahl |
| ----------------------------- | ---------------- | ---------- | ---------------- | ------- | ------------ |
| Barro                         | 3.657            | 37,64      | 97               | 36002   | 36194        |
| Caldas de Reis                | 9.614            | 68,25      | 141              | 36005   | 36650        |
| Campo Lameiro                 | 1.697            | 63,77      | 27               | 36007   | 36110        |
| Cuntis                        | 4.515            | 79,88      | 57               | 36015   | 36670        |
| Moraña                        | 4.110            | 41,25      | 100              | 36032   | 36660        |
| Pontecesures                  | 3.088            | 6,69       | 462              | 36044   | 36640        |
| Portas                        | 2.781            | 22,62      | 123              | 36040   | 36658        |
| Valga                         | 5.671            | 40,64      | 140              | 36056   | 36645        |
| Gerichtsbezirk Caldas de Reis | 35.133           | 360,74     | 97               | –       | –            |